# ويليام رايموند لي
ويليام رايموند لي (بالإنجليزية: William Raymond Lee)‏ هو ضابط أمريكي، ولد في 15 أغسطس 1807 في سالم في الولايات المتحدة، وتوفي في 26 ديسمبر 1891.